# Dryobotodes cerris
Dryobotodes cerris är en fjärilsart som beskrevs av Jean Baptiste Boisduval 1840. Dryobotodes cerris ingår i släktet Dryobotodes och familjen nattflyn. Inga underarter finns listade i Catalogue of Life.